# Germain Chardin
Germain Chardin (ur. 15 maja 1983 w Verdun) – francuski wioślarz, dwukrotny medalista olimpijski, mistrz świata.
Srebrny medalista w dwójce bez sternika (partnerował mu Dorian Mortelette) podczas igrzysk olimpijskich w 2012 roku w Londynie i brązowy medalista w Pekinie w czwórce bez sternika.

## Osiągnięcia
| Rok  | Impreza                     | Miejsce          | Konkurencja           | Lokata      |
| ---- | --------------------------- | ---------------- | --------------------- | ----------- |
| 2000 | Mistrzostwa świata juniorów | Zagrzeb          | czwórka ze sternikiem | 1. miejsce  |
| 2001 | Mistrzostwa świata juniorów | Duisburg         | dwójka bez sternika   | 1. miejsce  |
| 2003 | Mistrzostwa świata          | Mediolan         | ósemka                | 4. miejsce  |
| 2005 | Mistrzostwa świata          | Gifu             | dwójka bez sternika   | 12. miejsce |
| 2006 | Mistrzostwa świata          | Eton             | czwórka bez sternika  | 6. miejsce  |
| 2007 | Mistrzostwa świata          | Monachium        | czwórka bez sternika  | 6. miejsce  |
| 2008 | Igrzyska olimpijskie        | Pekin            | czwórka bez sternika  | 3. miejsce  |
| 2009 | Mistrzostwa świata          | Poznań           | dwójka bez sternika   | 4. miejsce  |
| 2009 | Mistrzostwa Europy          | Brześć           | ósemka                | 3. miejsce  |
| 2010 | Mistrzostwa Europy          | Montemor-o-Velho | czwórka bez sternika  | 5. miejsce  |
| 2010 | Mistrzostwa świata          | Hamilton         | czwórka bez sternika  | 1. miejsce  |
| 2012 | Igrzyska olimpijskie        | Londyn           | dwójka bez sternika   | 2. miejsce  |
| 2013 | Mistrzostwa świata          | Chungju          | dwójka bez sternika   | 2. miejsce  |